# Alfred Orban de Xivry

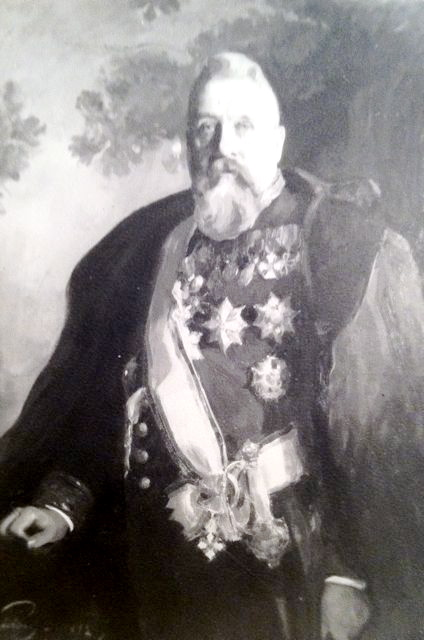
Alfred Orban de Xivry

Alfred François Antoine Marie Orban de Xivry (Leuven, 7 december 1857 - La Roche-en-Ardenne, 16 juli 1922) was een Belgisch senator.

## Biografie

### Familie
Baron (1898) Alfred Orban de Xivry was een telg uit de familie Orban de Xivry. Hij was een zoon van Grégoire Orban de Xivry, provincieraadslid van Luxemburg, vrederechter in La Roche-en-Ardenne en senator, en Stéphanie de Zangré.
Hij trouwde in 1883 in Leuven met Henriette Roberti (1862-1944), dochter van Jules Roberti, notaris, gemeenteraadslid van Leuven, provincieraadslid van Brabant en senator. Ze kregen een zoon en twee dochters:
- Etienne Orban de Xivry (1885-1953), advocaat en senator, trouwde in 1914 in Bonheiden met Ludwine de Vrière (1889-1916). Ze kregen een dochter. Na haar overlijden in Folkestone, korte tijd na de geboorte van hun dochter, hertrouwde hij in 1919 in Bonheiden met haar zus, Marie de Vrière (1892-1934). Ze kregen vijf zoons en vijf dochters, met afstammelingen tot heden.
- Agnès Orban de Xivry (1886-1944), trouwde in 1909 in La Roche-en-Ardenne met graaf Ludovico Ruffo di Calabria (1885-1952), oom van koningin Paola. Ze kregen een dochter, maar zonder nakomelingen.
- Jeanne Orban de Xivry (1890-1965), trouwde in 1914 in Oostende met baron Gaston del Marmol (1890-1968). Ze kregen drie zoons en drie dochters, met afstammelingen tot heden.

### Loopbaan
Orban de Xivry promoveerde in 1882 tot doctor in de rechten aan de Katholieke Universiteit Leuven en werd later lid van K.A.V. Lovania Leuven. Van 1888 tot 1898 was hij provincieraadslid van Brabant. In 1898 volgde hij zijn vader op als katholiek senator voor het arrondissement Aarlen-Bastenaken-Marche-en-Famenne en vervulde dit mandaat tot aan zijn dood. Vanaf 1911 was hij secretaris van de Senaat.